# Hexatoma absona
Hexatoma absona är en tvåvingeart som beskrevs av Alexander 1949. Hexatoma absona ingår i släktet Hexatoma och familjen småharkrankar. Inga underarter finns listade i Catalogue of Life.